# Beguene
Beguene es una comuna o municipio del círculo de Bla de la región de Segú, en Malí. En abril de 2009 tenía una población censada de 11 900 habitantes.
Se encuentra ubicada en el centro-oeste del país y al sur de la región de Bla, a poca distancia al este de la capital nacional, Bamako, y al norte de la frontera con la región de Sikasso.